# Althorn
Althornet er et messingblæserinstrument, stemt i Eb. Det udgør sammen med barytonhorn en familie af saxhorn, opfundet af Adolphe Sax som også opfandt saxofonen. De er udformet som en tuba, ellers ville det være for tungt at holde. Althornet findes både i en opret og en bøjet (pølseformet) udgave. Sidstnævnte er karakteristisk for folkemusik i Sydtyskland og tyrol. Den bliver mest brugt i den britiske brass band stilart, hvor man har 3 horn som sidder og laver den sound som kendetegner brass band, og det gør de sammen med Baritone som der er 2 af i et britisk brass band. Før i tiden blev de også brugt meget i harmoniorkestre, inden valdhornet blev populært og udkonkurrerede althornet. Althornet blev også brugt i militærorkestre og bliver stadigvæk brugt i nogle militærorkestre i England.